# 해남 도장사 목조삼존불
해남 도장사 본존불은 대한민국 전라남도 해남군 황산면 관춘리, 도장사에 있는 불상이다. 2002년 11월 7일 해남군의 향토문화유산 제7호로 지정되었다.

## 개요
황산면 도장사 본존불은 예전에 성주사(聖住寺)라고도 불렀던 사찰의 대웅전에 모셔져 있는 삼존불 불상이다. 도장사는 법당 오른쪽 평방(平枋) 위에 ‘補陀山聖住寺’라는 현판이 걸려 있어 옛날에는성주사라 불렀던 것으로 보인다. 현재의 도장사란 이름이 언제부터 생겼는지는 자세히 알 수 없으나 대웅전의 삼존불은 모두 그 재료가 목재로서 서동사의 예와 같은 형식이다. 불상 3구가 하나같이 모두 고개를 숙인 모습이며, 허리가 앞으로 구부러져 조선시대 불상의 특징을 잘 표현하고 있어 조성연대는 조선후기쯤으로 보고 있다. 법당 내에 안치되어 있는 삼존불(三尊佛)은 상호(相好)는 원만상이나 경직되어 굳어진 얼굴이며 눈썹은 기운차게 호형을 그렸으나 반개(半開)한 눈동자가 이를 살려내지 못한 느낌을 주고 있다. 귀는 큼직하게 내려와 어깨위에서 멎었으며 머리는 나발(螺髮)주)2에 맨 꼭대기의 육발(肉髮)이 간략하게 표현되어 있다. 도장사 본존불은 조선후기 대표적인 목조불상의 양식을 가지고 있으며 불상의 대좌 또한 조각의 뛰어난 기법을 보이고 있어 조선후기 불상연구에 귀중한 자료로 평가되고 있다.